# Federico Leopoldo de Prusia (1895-1959)

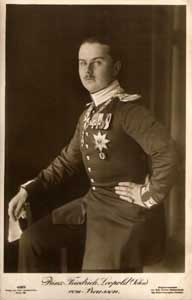
El Príncipe en uniforme (1914)

El Príncipe Francisco José Oscar Ernesto Patricio Federico Leopoldo de Prusia (27 de agosto de 1895, en Berlín - 27 de noviembre de 1959, en Lugano) fue un coleccionista y marchante de arte alemán. Durante la II Guerra Mundial, fue prisionero en el campo de concentración de Dachau.

## Biografía
Era hijo del Príncipe Federico Leopoldo de Prusia y de la Princesa Luisa Sofía de Schleswig-Holstein-Sonderburg-Augustenburg, y sobrino de la emperatriz alemana Augusta Victoria, hermana mayor de su madre. Originalmente recibió educación de tutores privados, a la edad de diez años, como era costumbre, le fue concedida la Orden del Águila Negra. Al año siguiente, se convirtió en Teniente del Primer Regimiento de Infantería de la Guardia.
En 1912, se interesó por la pintura, y recibió lecciones de dibujo de Karl Hagemeister. Al estallar la I Guerra Mundial, inició su servicio militar, pero pronto fue apartado por problemas de salud. Esto le permitió asistir a la Academia de Bellas Artes de Múnich, donde estudió con Carl von Marr, entre otros. También empezó a coleccionar arte.
Su coleccionismo desenfrenado lo puso en graves deudas. Como resultado, en 1917, el ministro de la Casa Real inició un procedimiento de incapacitación, con la intención de situarlo bajo un tutor. El príncipe inició una contrademanda, proclamando que su colección se había apreciado de valor, y ahora valía tanto y más que la cantidad que debía. Además, argumentó que el Ministerio no tenía legitimación procesal en materia de demandas civiles. En 1918, tras audiencias ampliamente publicitadas, que alcanzaron el Kammergericht (Tribunal Supremo del Estado de Berlín), el Ministerio acordó detener sus procedimientos.
En las décadas de 1920 y 1930, continuó coleccionando y trabajó como marchante de arte; comerciando con objetos de arte y autógrafos de la colección de su bisabuelo, el Príncipe Carlos de Prusia. Como tenía derecho a residir en el palacio de Glienicke, asumió que tenía derechos de propiedad también ahí. Vivió con su secretario privado, Friedrich Freiherr Cerrini de Monte Varchi (1895-1985), conocido como "Pierrot", en el "ala de caballeros" del palacio. Uno de sus mejores clientes era el diplomático y coleccionista americano, Robert Woods Bliss. Una de las piezas que Bliss adquirió en 1937, un tondo bizantino del siglo XII del patio del monasterio del palacio, condujo a una investigación criminal por el Tribunal del Distrito de Potsdam, que resultó en elevadas multas para el Príncipe y Cerrini.
Tras vender el castillo en 1939, él y Cerrini se trasladaron a una villa, "Gut Imlau", cerca de Werfen en el Estado de Salzburgo. Se llevó con él numerosas obras de arte y los archivos de la familia. El resto fue cedido a la Fundación Prusiana de Palacios y Jardines de Berlín-Brandeburgo.

### Dachau

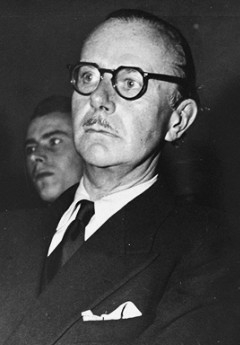
En los juicios de Dachau (1945).

En mayo de 1944, él y Cerrini fueron arrestados en Bad Gastein por escuchar una "Feindsender" (estación de radio enemiga). Algunas fuentes afirman que fueron realmente encausado por violar la "Sección 175", que prohibía la actividad homosexual. Posteriormente ese mismo año, el Príncipe fue mandado a Dachau.
En 1945, era parte de un grupo de prisioneros de alto estatus y Sippenhaften (culpables por parentesco), que fueron transportados a Tirol de Sur por las SS. Unos pocos prisioneros lograron contactar con oficiales del Ejército regular alemán y expresaron sus temores de que fueran a ser ejecutados. Fueron rescatados por el Capitán Wichard von Alvensleben y recibieron refugio hasta que llegaron las tropas americanas. El Príncipe esperó hasta junio, para poder estar disponible ante funcionarios americanos en Italia.
En el primero de los juicios de Dachau, sirvió como testigo contra numerosos oficiales de los campos, incluyendo el Comandante, Martin Gottfried Weiss. Cuarenta de ellos fueron encontrados culpables, y treinta y seis fueron sentenciados a muerte.
Nunca retornó a Alemania, eligiendo en su lugar establecerse en Suiza.